# Titanato de manganês(II)
Titanato de manganês(II) é um composto inorgânico de fórmula química MnTiO3.
É sintetizado por um método sol-gel-hidrotérmico a baixa temperatura inferior a 473 K através do NaOH utilizado como mineralizador.